# Benjamín Huamán de los Heros
Benjamín Huamán de los Heros (Sóndor, Piura, 1878 – Lima, 2 de octubre de 1936) abogado, magistrado y político peruano. Durante el Oncenio de Leguía fue ministro de Guerra (1922-1924), ministro de Hacienda (1925), ministro de Gobierno y presidente del Consejo de Ministros (1929-1930). Fue también diputado por Huancabamba (1911-1918 y 1920-1930) y diputado constituyente ante la Asamblea Nacional de 1919; además de vocal de la Corte Suprema.

## Biografía

### Nacimiento y estudios
Nació en Sóndor, en la provincia de Huancabamba del departamento de Piura. Fue hijo de Santiago Huamán y María de los Heros. Sus estudios escolares los cursó en el Colegio San Miguel de Piura. En 1895 ingresó a la Universidad Nacional Mayor de San Marcos donde se graduó de bachiller en 1902 y doctor en Jurisprudencia en 1904.

### Funcionario público
Comenzó su carrera como funcionario público bajo el primer gobierno de José Pardo y Barreda (1904-1908). En 1908, al comenzar el primer gobierno de Augusto B. Leguía, fue nombrado Director de Gobierno.

### Diputado por Huancabamba
En 1910 fue elegido diputado por la provincia de Huancabamba siendo reelegido en 1913.
Desde el parlamento apoyó al gobierno de Leguía, con tanta decisión y energía, formando ya desde entonces un núcleo de partidarios tenaces de dicho caudillo. Como abogado apoyó a Leguía cuando fue desterrado por el gobierno de Guillermo Billinghurst; él mismo sufrió las represalias gubernamentales, siendo encerrado en el Panóptico de Lima.
Durante el segundo gobierno de José Pardo fue uno de los 32 diputados que se opusieron con energía al acuerdo legislativo que resolvió someter a un arbitraje internacional el problema de La Brea y Pariñas, lo que claramente era una declinación del Estado en asuntos netamente internos. Entre los diputados que le acompañaron en dicho voto estaban Óscar Barrós, Fernando Fuchs, Julio C. Tello, Fermín Málaga Santolalla, Germán Luna Iglesias, Celestino Manchego Muñoz, José  Matías Manzanilla.  Ello sucedió en la sesión de la Cámara de Diputados realizada el 4 de diciembre de 1918.
En 1919, cuando el presidente Augusto B. Leguía dio inicio a su segundo gobierno, conocido después como el Oncenio, fue nuevamente elegido diputado por la provincia de Huancabamba, esta vez ante la Asamblea Nacional de ese año que tuvo por objetivo emitir una nueva constitución, la Constitución de 1920. Luego se mantuvo como diputado ordinario hasta 1924, reeligiéndose ese año y también en 1929, es decir, durante todo el gobierno de Leguía. 
Integró la Comisión de Constitución de la Cámara de Diputados, la misma que sustentó la reforma constitucional para favorecer la reelección del presidente Augusto B. Leguía en 1924. Uno de los argumentos expuestos fue poner como ejemplo la reelección presidencial en los Estados Unidos. Gracias a esa reforma, Leguía se reeligió en 1924 y en 1929. También fue miembro de la Comisión de Hacienda y Presupuesto.
Neptalí Benvenutto describe así su perfomance en el parlamento: «Huamán de los Heros es un orador por el concepto; pero su palabra es sumamente apagada, no tiene modulación oratoria, ni mímica académica, su dialéctica es de marcado timbre humorista; pero tiene ilustración general y tranquilidad para la polémica».

### Ministro de Guerra y de Hacienda

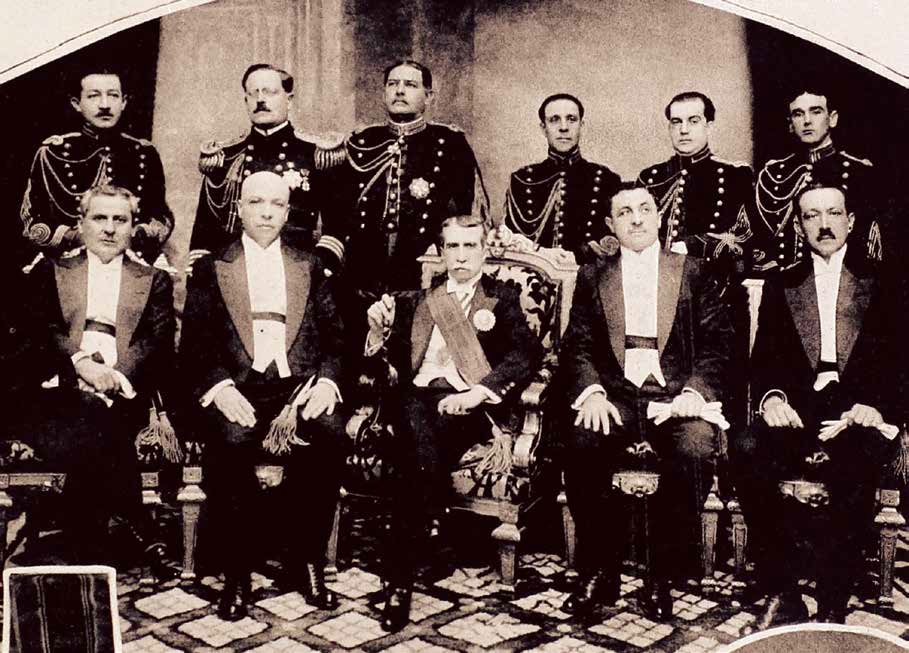
El presidente del Perú Augusto Leguía, al centro, junto con sus ministros, todos sentados, en setiembre de 1923. Huamán de los Heros, entonces ministro de Guerra, es quien está a la izquierda de Leguía. De pie están los oficiales integrantes de la Casa Militar.

Como demostración de la confianza que le tenía el presidente Leguía, en diciembre de 1922, Huamán de los Heros fue nombrado ministro de Guerra, en reemplazo del ministro Óscar Barrós, que había renunciado a raíz de un voto de extrañeza que le aplicó el Congreso. Se mantuvo en dicho cargo hasta 1924, cuando fue reemplazado por Alfredo Piedra. 
En 1925 pasó a ser ministro de Hacienda y Comercio, cargo que desempeñó por tres meses. Su sucesor fue el ingeniero Manuel Gregorio Masías.

### Vocal de la Corte Suprema
En 1925 fue designado como vocal de la Corte Suprema de Justicia, por lo que tuvo que abandonar la política activa, aunque unos años después volvería temporalmente al Poder Ejecutivo.

### Presidente del Consejo de Ministros y Ministro de Gobierno
En octubre de 1929, al producirse una nueva reelección del presidente Leguía, fue convocado nuevamente para ser ministro de Estado. Esta vez asumió el ministerio de Gobierno y la presidencia del Consejo de Ministros. Su gabinete ministerial lo conformaban: Pedro M. Oliveira (Relaciones Exteriores), el general José Luis Salmón (Guerra), Manuel G. Masías (Hacienda), Alfredo Mendiola (Fomento), José Ángel Escalante (Justicia e Instrucción) y el contralmirante Augusto Loayza (Marina). El ministro Masías fue sucedido posteriormente por Fernando Fuchs.

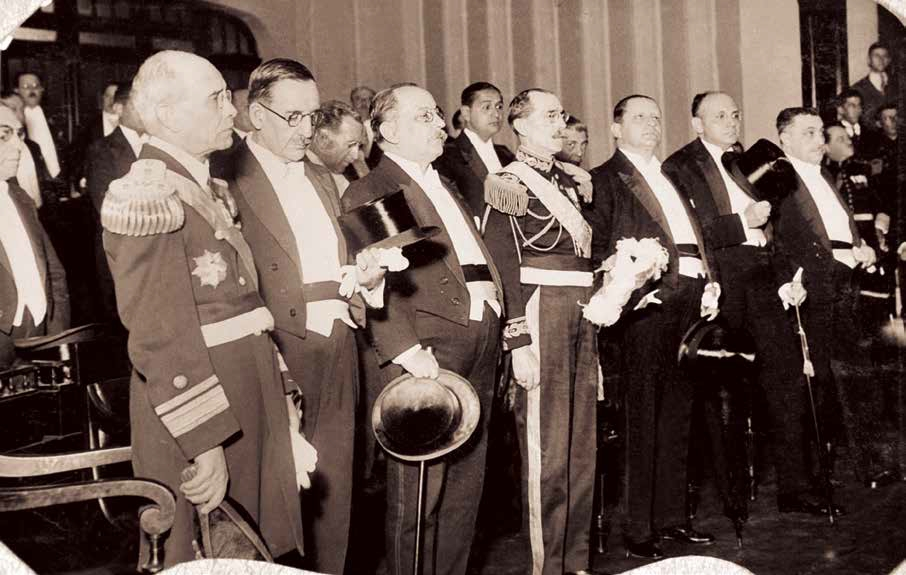
El Gabinete Huamán de los Heros, en marzo de 1930. Huamán de los Heros es el último, de izquierda a derecha, primera fila.

Prácticamente, fue el último gabinete ministerial del Oncenio de Leguía, pues estuvo en funciones hasta el 24 de agosto de 1930, cuando lo reemplazó el gabinete presidido por el general Fernando Sarmiento Ramírez, que solo duró pocas horas pues en la madrugada siguiente Leguía se vio obligado a renunciar a la presidencia, dejando el poder a la Junta de Gobierno presidida por el general Manuel M. Ponce B.
Como dato anecdótico, Huamán de los Heros era paisano, amigo y padrino de confirmación de Luis Sánchez Cerro, el militar que encabezó el golpe de Estado contra Leguía e instaló una Junta Militar de Gobierno en 1930.
Esa misma Junta Militar, por el decreto ley Nº 6875 de 4 de septiembre de 1930, cesó de sus cargos a todos los miembros de la Corte Suprema que habían sido ministros del gobierno leguiísta, entre los que se encontraban el vocal Huamán de los Heros.

### Juicio por corrupción
Alfonso W. Quiroz, en su libro Historia de la corrupción en el Perú, menciona que Huamán de los Heros, al igual que otros ministros y funcionarios del Oncenio, estuvo involucrado en la corrupción nacida de las grandes obras públicas realizadas en ese entonces. Una parte importante de esa malversación de fondos surgió de la colusión entre la Administración de Fomento (estatal) y la Foundation Company, la empresa contratista urbana que dominaba el mercado. Los otros ministros involucrados fueron Mariano N. Barbosa, Alfredo Mendiola y Celestino Manchego Muñoz; así como burócratas de alto rango como Carlos Aramburú Salinas y Luis A. Guevara. Otros funcionarios de mediano rango cobraban un derecho del 4% para acelerar los pagos y permisos.
Huamán de los Heros fue encarcelado en el Panóptico y sometido a juicio ante el Tribunal de Sanción Nacional, tribunal expresamente creado por la Junta Militar de 1930 para sancionar los delitos de corrupción ocurridos durante el Oncenio. Estando en su celda, intentó quitarse la vida, el 7 de enero de 1931.
Finalmente, recibió sentencia favorable en primera instancia del 28 de setiembre de 1931, confirmada por la Corte Superior el 13 de julio de 1934 y ratificada por la Corte Suprema el 20 de setiembre del mismo año. Dos años después, falleció, cuando frisaba los 58 años de edad.